# Bangladeschische Cricket-Nationalmannschaft in Neuseeland in der Saison 2001/02
Die Tour der bangladeschischen Cricket-Nationalmannschaft nach Neuseeland in der Saison 2001/02 fand vom 7. bis zum 26. Dezember 2001 statt. Die internationale Cricket-Tour war Teil der internationalen Cricket-Saison 2001/02 und umfasste zwei Test Matches. Neuseeland gewann die Testserie 2–0.

## Vorgeschichte
Neuseeland bestritt zuvor eine Tour in Australien, Bangladesch gegen Simbabwe. Es war die erste Tour der beiden Mannschaften gegeneinander und erst die zweite Übersee-Tour Bangladeschs überhaupt. Jedoch hatte Neuseeland zuvor auf bangladeschischen Boden in den Saisons 1955/56 und 1969/70 Touren bestritten, als Bangladesch noch teil Pakistans war.

## Stadien
Für die Tour wurden folgende Stadien als Austragungsorte vorgesehen.
| Stadion       | Stadt      | Kapazität | Spiele  |
| ------------- | ---------- | --------- | ------- |
| Seddon Park   | Hamilton   | 10.000    | 1. Test |
| Basin Reserve | Wellington | 11.000    | 2. Test |

## Kader
Bangladesch benannte seinen Kader am 22. November 2001.
Neuseeland benannte seinen Kader am 13. Dezember 2001.
| Test | Test |
| Neuseeland | Bangladesch |
| --- | --- |
| - Stephen Fleming (K) - Nathan Astle - Shane Bond - Chris Cairns - Chris Drum - Matt Horne - Chris Martin - Craig McMillan - Adam Parore (wk) - Mark Richardson - Mathew Sinclair - Daniel Vettori - Lou Vincent | - Khaled Mashud (K & wk) - Mohammad Ashraful - Habibul Bashar - Hasibul Hossain - Sanwar Hossain - Aminul Islam - Manjural Islam - Khaled Mahmud - Mashrafe Mortaza - Javed Omar - Mohammad Al Sahariar - Mohammad Sharif |

## Tour Matches
| 7.–9. Dezember Scorecard | Wanganui | New Zealand District Association XI 232-3d (100.4) | – | Bangladeshis |
|                          |          | Remis                                              |   |              |

| 12.–15. Dezember Scorecard | Auckland | Bangladeshis 120 (61.2) & 182 (75.3)            | – | Auckland 495 (143.3) |
|                            |          | Auckland gewinnt mit einem Innings und 193 Runs |   |                      |

## Test Matches

### Erster Test in Hamilton
| 18.–22. Dezember Scorecard | Hamilton | Neuseeland 365-9d (77.1)                         | – | Bangladesch 205 (58.1) & 108 (46.2) (f/o) |
|                            |          | Neuseeland gewinnt mit einem Innings und 52 Runs |   |                                           |

### Zweiter Test in Wellington
| 26.–29. Dezember Scorecard | Wellington | Bangladesch 132 (64) & 135 (41)                  | – | Neuseeland 341-6d (88) |
|                            |            | Neuseeland gewinnt mit einem Innings und 74 Runs |   |                        |

## Statistiken
Die folgenden Cricketstatistiken wurden bei dieser Tour erzielt.
| Tests                | Tests       | Tests   | Tests   | Tests   | Tests   | Tests   | Tests   | Tests   |
| Batting              | Batting     | Batting | Batting | Batting | Batting | Batting | Batting | Batting |
| Spieler              | Mannschaft  | Spiele  | Innings | Runs    | Average | HS      | 100s    | 50s     |
| -------------------- | ----------- | ------- | ------- | ------- | ------- | ------- | ------- | ------- |
| Mark Richardson      | Neuseeland  | 2       | 2       | 226     | 113,00  | 143     | 1       | 1       |
| Craig McMillan       | Neuseeland  | 2       | 2       | 176     | 88,00   | 106     | 1       | 1       |
| Habibul Bashar       | Bangladesch | 2       | 4       | 100     | 25,00   | 61      | 0       | 1       |
| Mohammad Al Sahariar | Bangladesch | 2       | 4       | 86      | 21,50   | 53      | 0       | 1       |
| Chris Cairns         | Neuseeland  | 2       | 2       | 84      | 42,00   | 48      | 0       | 0       |
| Bowling              |             |         |         |         |         |         |         |         |
| Spieler              | Mannschaft  | Spiele  | Overs   | Wickets | Average | BBI     | 5W      | 10W     |
| Chris Cairns         | Neuseeland  | 2       | 50.2    | 13      | 12,23   | 7/53    | 1       | 0       |
| Shane Bond           | Neuseeland  | 2       | 56.1    | 11      | 13,63   | 4/47    | 0       | 0       |
| Daniel Vettori       | Neuseeland  | 2       | 66      | 6       | 22,83   | 2/25    | 0       | 0       |
| Manjural Islam       | Bangladesch | 2       | 47      | 5       | 33,00   | 3/99    | 0       | 0       |
| Mashrafe Mortaza     | Bangladesch | 2       | 43      | 4       | 39,25   | 3/100   | 0       | 0       |

## Player of the Match
Als Player of the Match wurden die folgenden Spieler ausgezeichnet.
| Spiel   | Player of the Match |
| ------- | ------------------- |
| 1. Test | Mark Richardson     |
| 2. Test | Craig McMillan      |